# Reformierte Inselkapelle

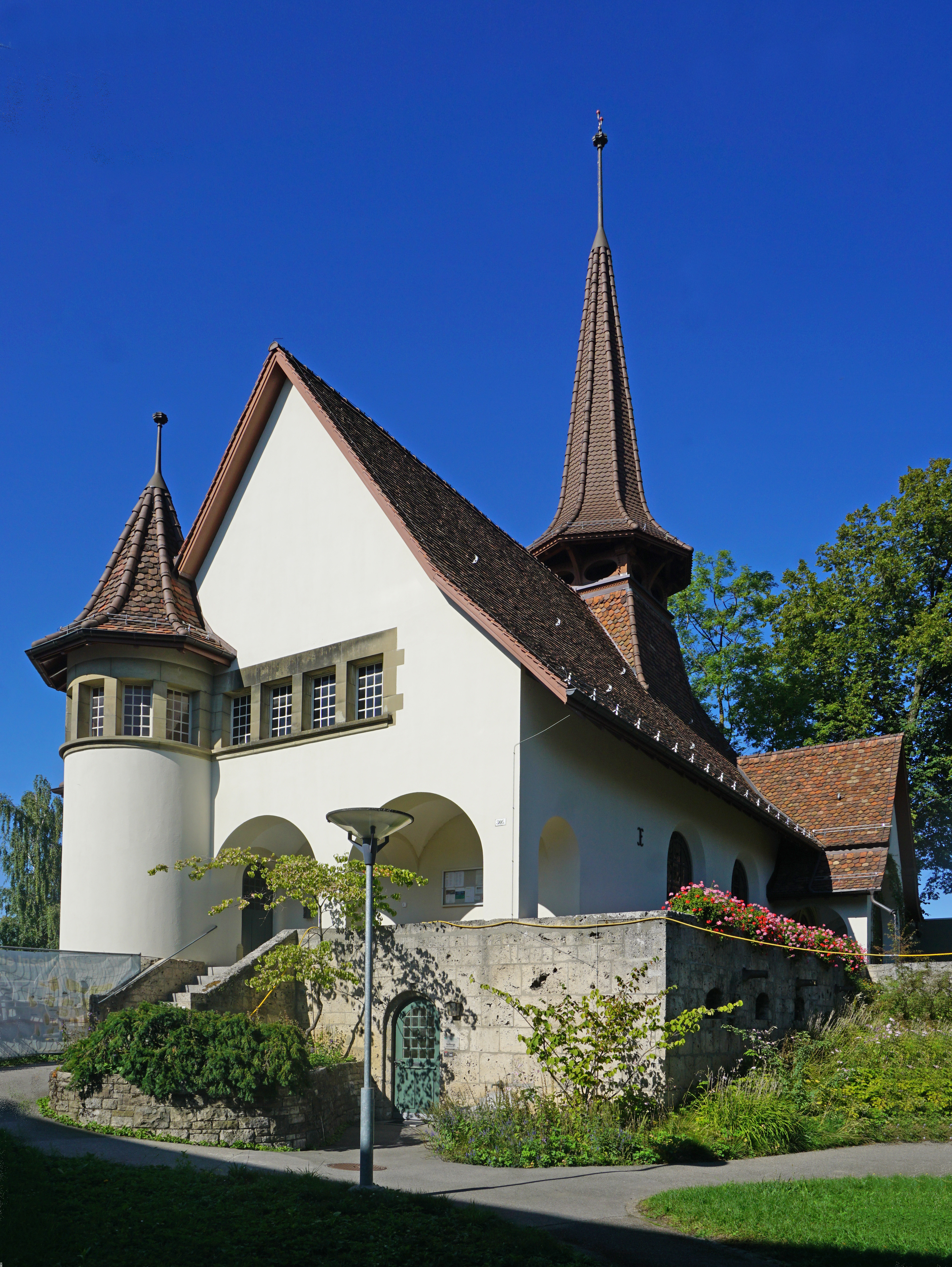
Reformierte Inselspitalkapelle (2019)

Die evangelisch-reformierte Inselkapelle des Inselspitals Bern wurde 1907–1908 von Architekt Karl Indermühle als überkonfessionelle Kapelle an der Kreuzmattgasse 20 gebaut. 

## Geschichte
Das Inselspital beauftragte 1908 den Architekten Karl Indermühle eine Kapelle auf dem Friedbühlhügel zu bauen, die den reformierten und den katholischen Menschen zu gleichen Teilen dienen solle. Die Finanzierung gelang dank privater Spenden. Bis in die 1960er Jahre bot die Kapelle den Gottesdiensten einen würdigen Rahmen. Dann wurde wegen des Anwachsens der Bevölkerung beschlossen, eine zusätzliche katholische Kapelle zu bauen. Beim in den Jahren 2007/2008 erfolgten grösseren Umbau gestaltete der Architekt Patrick Thurston, den geänderten Anforderungen folgend, den Kircheninnenraum neu.

## Baubeschreibung

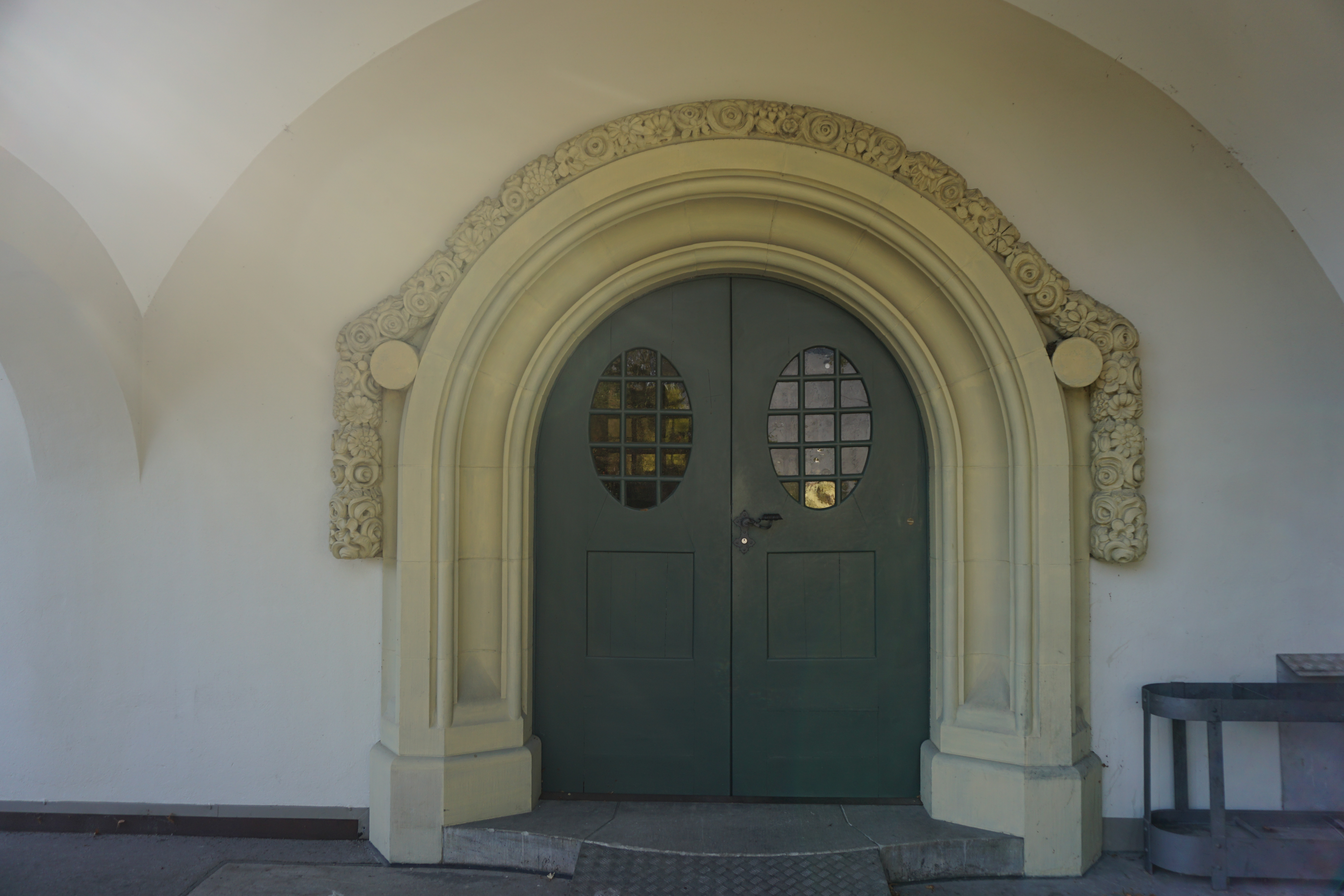
Seitenpforte der Reformierten Inselkapelle

Indermühle baute hier eine seiner Idee des Heimatstils gerechte Kapelle mit geostetem Kirchenbau, mit eingezogener, runder Chorapsis und Eingangspforte unter einem Vorbau direkt am Chorbogen der Südwand. An der westlichen Giebelwand ist ein halbrunder Treppenturm als Zugang zur Empore angebaut. Unter drei  Arkadenbögen öffnet sich eine weitere Türe zum Inneren. Landkirchen ähnlich hat sie einen Dachreiter mit spitzem, achteckigem Turmhelm. Sie steht frei auf dem Hügel über den Bauten des Inselspitals. Zur Bauzeit zeigten sich die umliegenden Gebäude noch alle im Baustil des Historismus und Indermühle konnte bereits eine der ersten Kirchen  (der noch viele folgen sollten), im damals noch revolutionären Stil verwirklichen.

### Innenraum und künstlerische Ausstattung

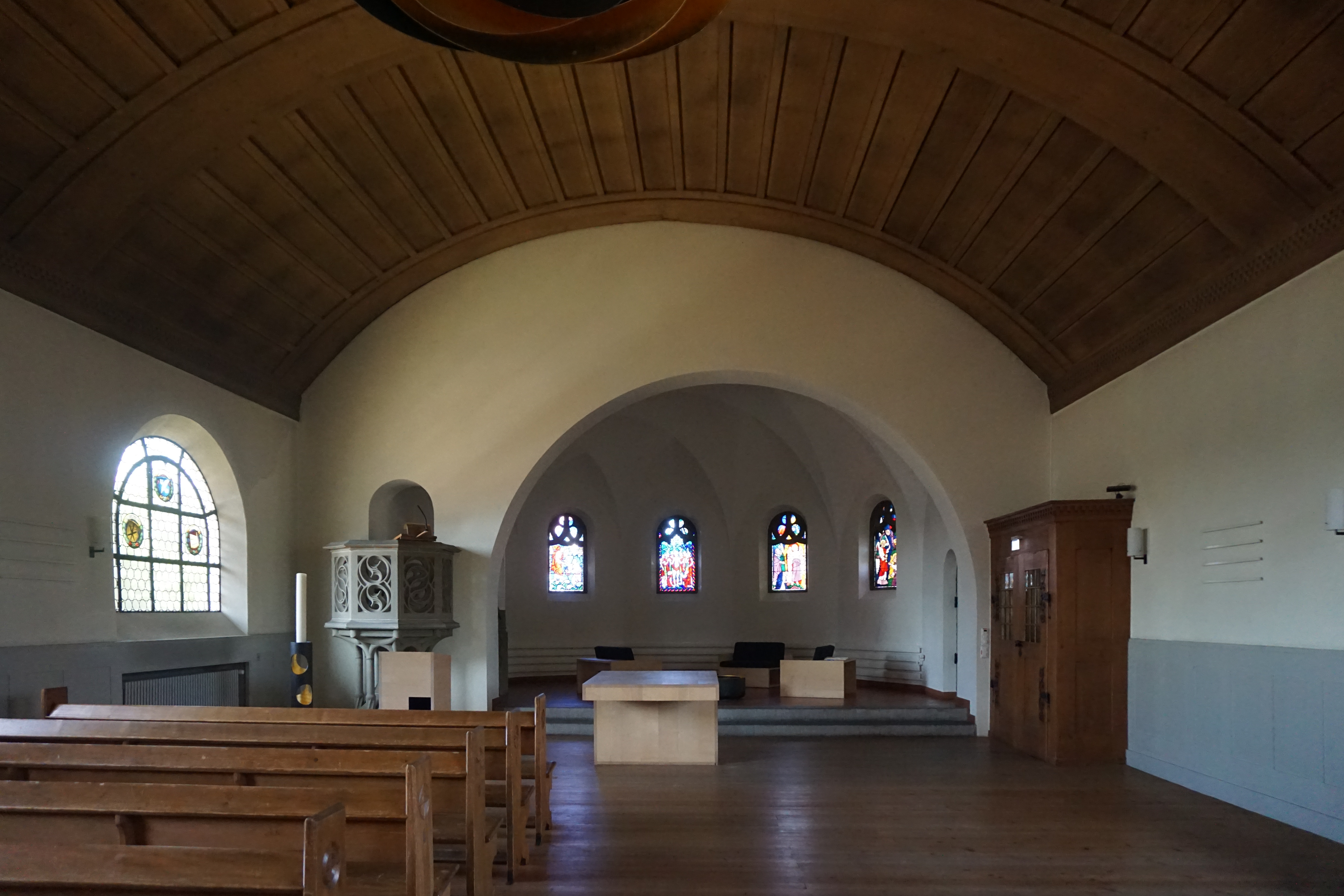
Innenraum

Von der ursprünglichen Ausstattung hat die Inselkapelle unter der tonnenförmigen Holzdecke links am asymmetrisch angeordneten Triumphbogen eine mit gotischem Masswerk verzierte und auf Säulen aus Sandstein stehende Kanzel. Die ornamentale Malerei an der Holzdecke und an den Wänden wurde bei den Modernisierungen der 1960er Jahre entfernt. 
Die fünf Fenster der beiden Seitenwände sind mit Butzenscheiben verglast und enthalten je drei Wappenscheiben von am Bau beteiligten Personen und Firmen. Die Scheiben wurden vom Basler Künstler Hans Drenckhahn geschaffen. Die Glasfenster im Chor wurden von Leo Steck (1916) und Paul Zehnder (1961/1962) entworfen. Die Glasmalereien der linken Seite von P. Zehnder stellen die Flucht nach Ägypten und den Gang Jesus und Petrus auf den Wellen dar. Das Fenster in der Mitte von L. Steck zeigt den auferstandenen Jesus im Kreis seiner Jünger. Auf beiden Fenstern der rechten Seite von P. Zehnder dominiert  die Darstellung eines Engels, einmal als er den weinenden Frauen am Grab von der Auferstehung berichtet und zum anderen als Überbringer des Leidenskelches für Jesus am Ölberg.
Beim letzten Umbau wurde im Chorraum eine Sitzgruppe für Gesprächsrunden eingerichtet. Nur noch ein Viertel des Raums ist mit den traditionellen Kirchenbänken als Andachtsraum vor der linksseitigen Kanzel, dem Ambo und dem Abendmahltisch in der Raummitte ausgestattet. Die übrige Fläche kann mit Stühlen frei möbliert werden und ist damit für diverse Anlässe verwendbar. Der Deckenleuchter am Platz des originalen Kronleuchters von 1906 wurde nach dem Entwurf des Architekturbüros Patrik Thurston hergestellt.

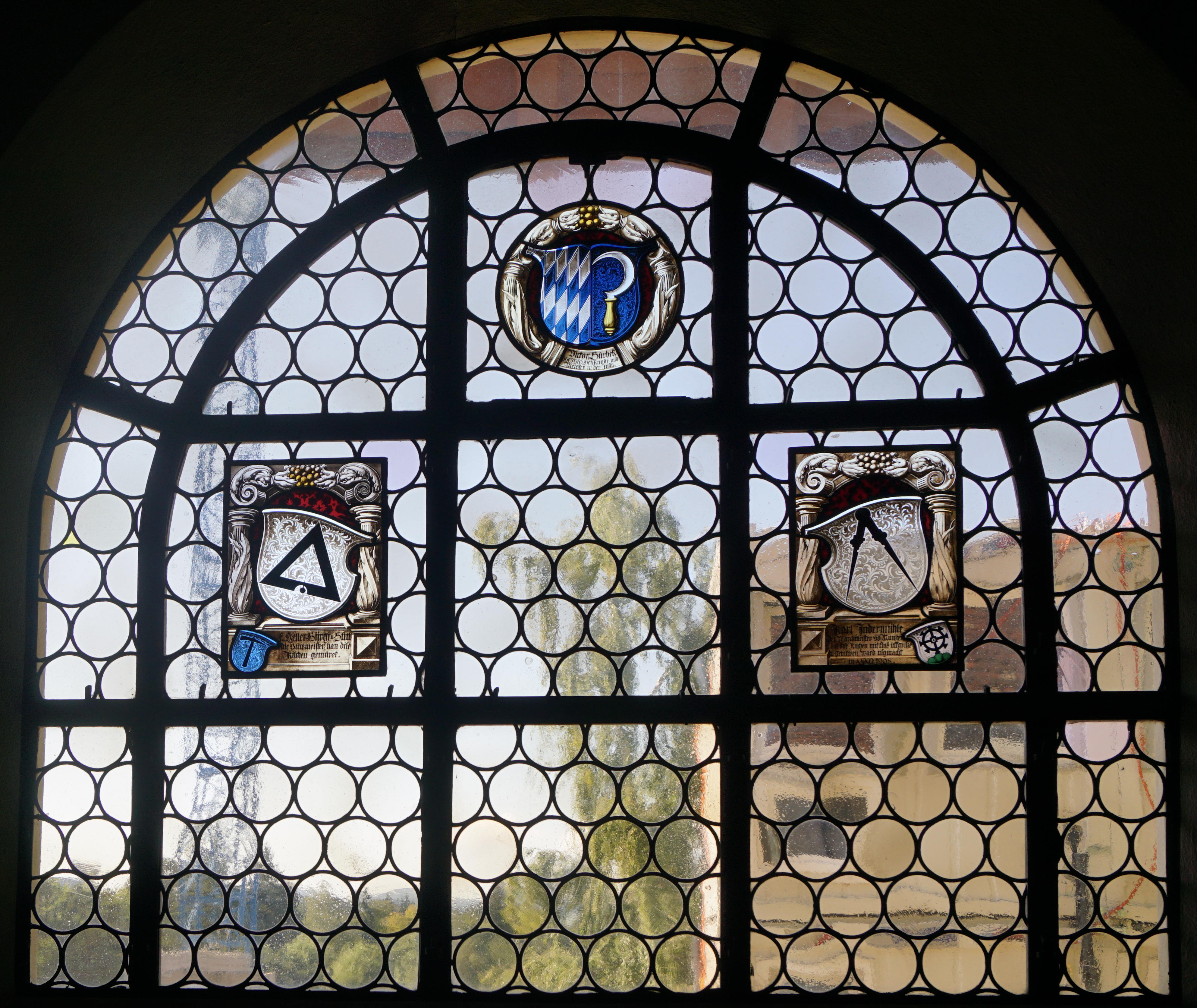
Linkes Seitenfenster
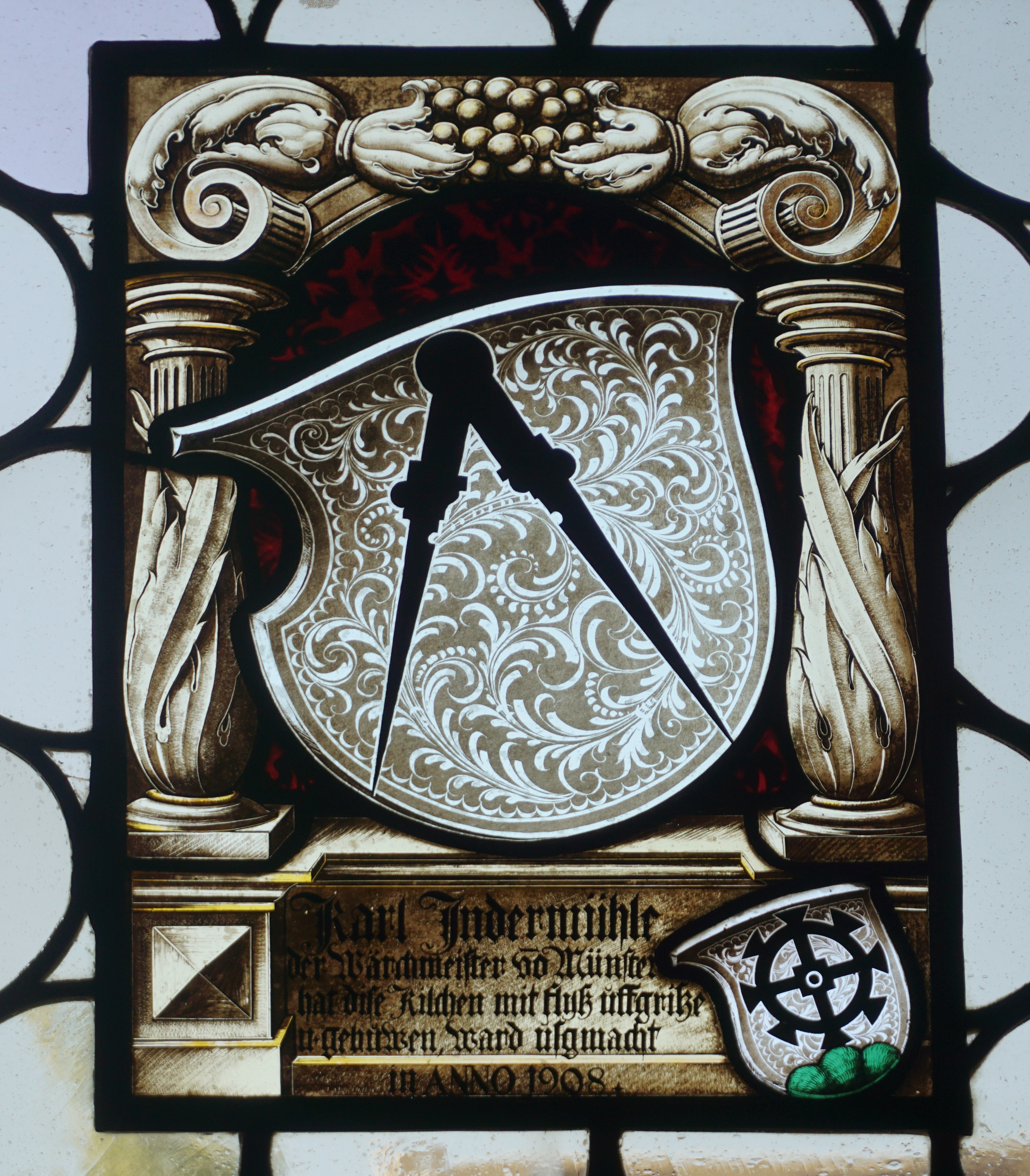
Wappen von Karl Indermühle
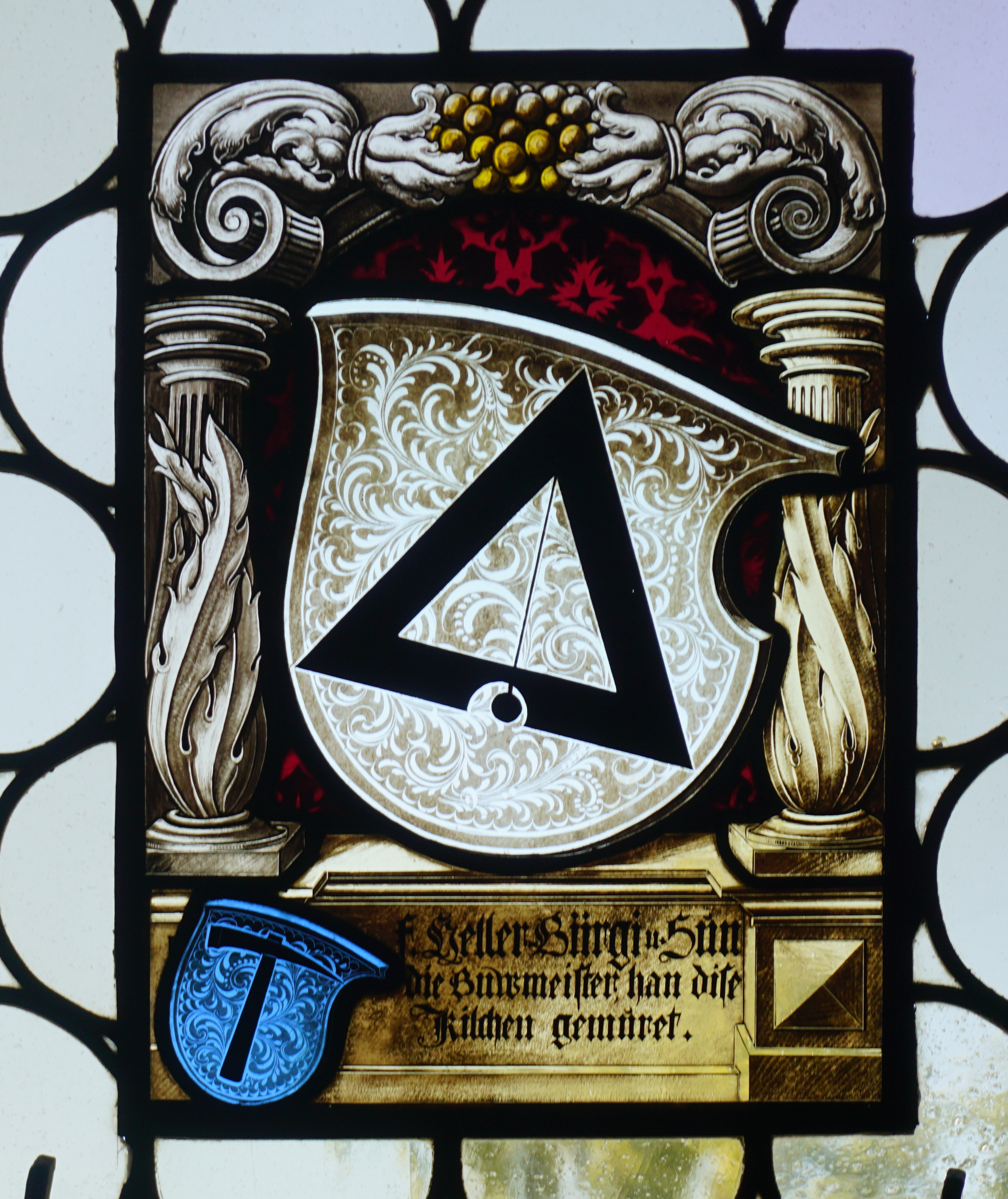
Baumeister Keller-Bürgi
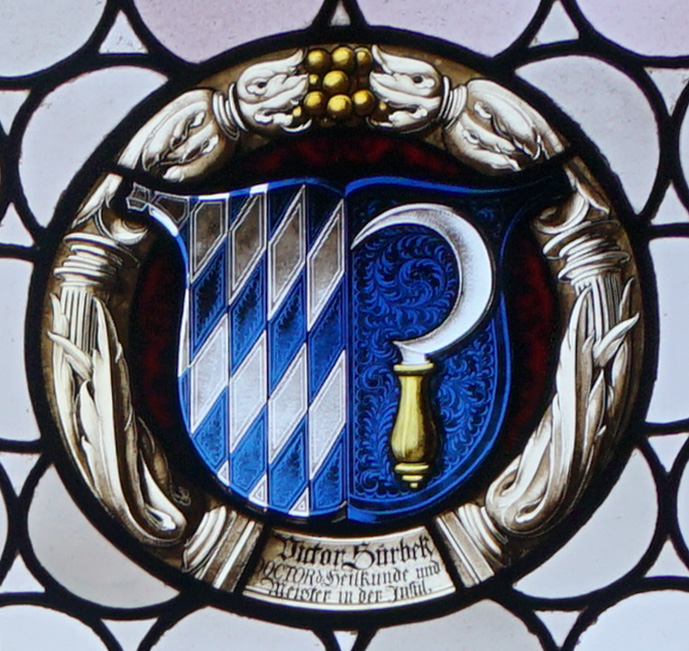
Direktor Victor Surbek, Vater des Malers Victor Surbek
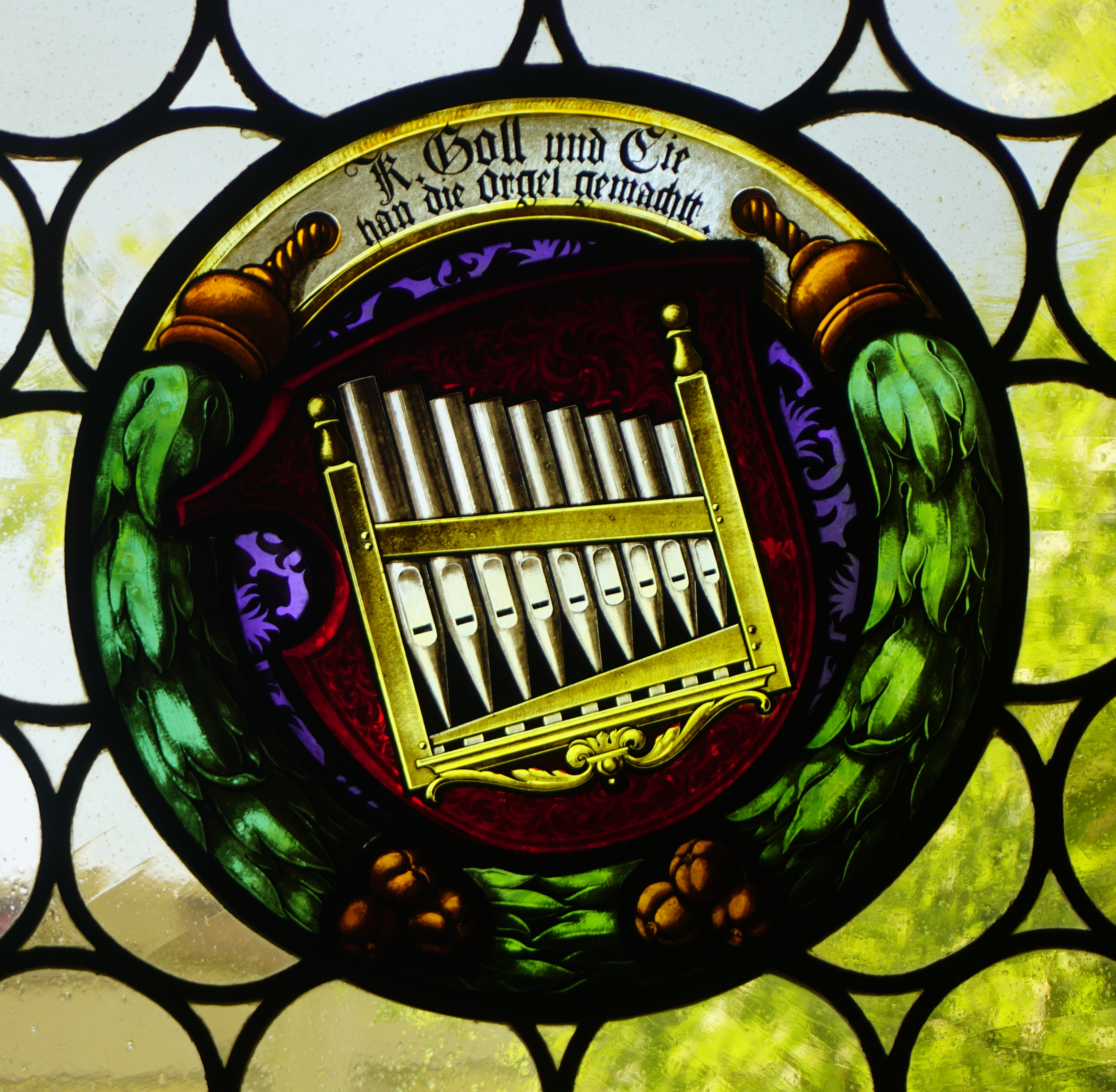
K. Goll Cie. Orgelbau
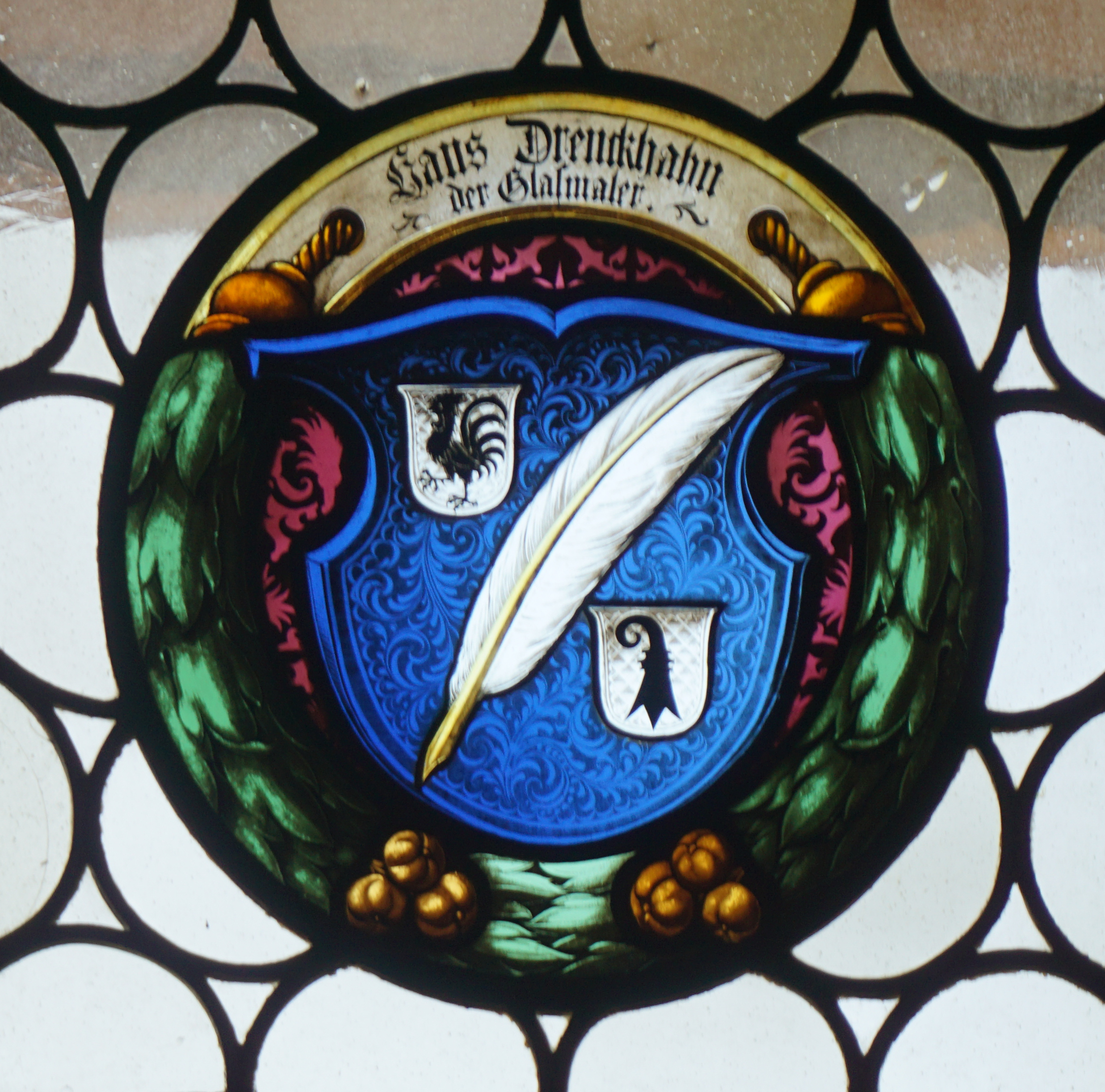
Wappen des Künstlers Drenckhahn

## Orgel
Die Orgel von Orgelbau Wälti, Gümligen, wurde 1960 eingeweiht. Das Instrument besitzt mechanische Trakturen mit 16 Registern auf zwei Manualen und Pedal. Die Windladen sind als Schleifladen ausgeführt.